# Theodor Sorgenfrei
Theodor Sorgenfrei (* 8. Dezember 1915 in Augustenborg; † 5. November 1972) war ein dänischer Geologe und Hochschullehrer.

## Leben
Sorgenfrei war Sohn des Schmiedemeisters Theodor Johannes Sorgenfrei und dessen Frau Mette Johanne, geborene Dominicussen. Nach dem Erwerb der Hochschulreife an der staatlichen Schule in Sonderburg studierte er Geologie an der Universität Kopenhagen, wo er 1941 den Magistergrad erlangte und 1958 zum Doktor der Philosophie promoviert wurde.
Von 1954 bis 1961 war er Staatsgeologe am dänischen Geologischen Dienst (Danmarks Geologiske Undersøgelse – DGU, heute GEUS – De Nationale Geologiske Undersøgelser for Danmark og Grønland) und von 1961 bis 1972 Professor an der Polytechnischen Universität (Danmarks Tekniske Universitet – DTU). Zugleich war er von 1946 bis 1953 beratender Ölgeologe bei DAPCo und von 1962 bis 1972 bei A. P. Møller-Mærsk.

## Wirken
Sorgenfreis geologisches Interessengebiet umfasste vor allem drei Bereiche: Miozäne Molluskengesellschaften, das Bohrarchiv des DGU sowie Untersuchungen zu Salz-, Erdgas- und Erdölvorkommen in Dänemark. Er war Leiter des Bohrarchivs des DGU mit hydrogeologischer Beratung und anschließender Kartierung des dänischen Untergrunds. Seine Dissertation über Molluskengesellschaften aus dem mittleren Miozän führte neue ökologische Prinzipien in die Biostratigraphie ein.

## Veröffentlichungen (Auswahl)
- Marint Nedre-Miocaen i Klintinghoved paa Als. Reitzel, København 1940 (Dissertation).
- Geologi og vandboring. Reitzel, København 1954.
- Deep Tests in Denmark. 1935–1959. Reitzel, København 1964.